# Jørgen Graabak
Jørgen Graabak (Trondheim, 26 aprile 1991) è un combinatista nordico norvegese, campione olimpico nel trampolino lungo  e nella gara a squadre a Soči 2014 e nel trampolino lungo e nella gara a squadre a Pechino 2022.

## Biografia
In Coppa del Mondo ha esordito l'11 marzo 2011 a Lahti (38°), ha ottenuto il primo podio il 18 dicembre successivo a Seefeld in Tirol (3°) e la prima vittoria il 7 gennaio 2012 a Oberstdorf.
In carriera ha partecipato a tre edizioni dei Giochi olimpici invernali, Soči 2014 (1º nel trampolino lungo, 1º nella gara a squadre), Pyeongchang 2018 (18º nel trampolino normale, 10º nel trampolino lungo e 2º nella gara a squadre) e Pechino 2022 (medaglia d'oro nel trampolino lungo e nella gara a squadre a Pechino 2022, medaglia d'argento nel trampolino normale), e a sette dei Campionati mondiali, vincendo otto medaglie.

## Palmarès

### Olimpiadi
- 6 medaglie:
  - 4 ori (trampolino lungo, gara a squadre a Soči 2014; trampolino lungo, gara a squadre a Pechino 2022)
  - 2 argenti (gara a squadre a Pyeongchang 2018; trampolino normale a Pechino 2022)

### Mondiali
- 8 medaglie:
  - 3 ori (gara a squadre dal trampolino normale a Seefeld in Tirol 2019; gara a squadre dal trampolino normale a Oberstdorf 2021; gara a squadre a Planica 2023)
  - 4 argenti (gara a squadre dal trampolino normale a Val di Fiemme 2013; gara a squadre dal trampolino normale a Falun 2015; gara a squadre dal trampolino normale a Lahti 2017; trampolino lungo a Trondheim 2025)
  - 1 bronzo (gara a squadre a Trondheim 2025)

### Mondiali juniores
- 1 medaglia:
  - 1 argento (gara a squadre a Hinterzarten 2010)

### Coppa del Mondo
- Miglior piazzamento in classifica generale: 2º nel 2020
- 78 podi (46 individuali, 32 a squadre):
  - 31 vittorie (7 individuali, 24 a squadre)
  - 26 secondi posti (19 individuali, 7 a squadre)
  - 21 terzi posti (20 individuali, 1 a squadre)

#### Coppa del Mondo - vittorie
| Data             | Località            | Nazione   | Trampolino                  | Spec.                                                                                       |
| ---------------- | ------------------- | --------- | --------------------------- | ------------------------------------------------------------------------------------------- |
| 7 gennaio 2012   | Oberstdorf          | Germania  | Schattenberg HS137          | T LH/4x5 km (con Magnus Moan, Mikko Kokslien e Jan Schmid)                                  |
| 5 gennaio 2013   | Schonach            | Germania  | Langenwaldschanze HS106     | T NH/4x5 km (con Håvard Klemetsen, Mikko Kokslien e Magnus Moan)                            |
| 1º dicembre 2013 | Kuusamo             | Finlandia | Rukatunturi HS142           | T LH/4x5 km (con Håvard Klemetsen, Magnus Krog e Mikko Kokslien)                            |
| 14 dicembre 2013 | Ramsau am Dachstein | Austria   | W90-Mattensprunganlage HS98 | T SP NH/2x7,5 km (con Mikko Kokslien)                                                       |
| 1º marzo 2014    | Lahti               | Finlandia | Salpausselkä HS130          | T SP LH/2x7,5 km (con Håvard Klemetsen)                                                     |
| 30 novembre 2014 | Kuusamo             | Finlandia | Rukatunturi HS142           | T SP LH/2x7,5 (con Håvard Klemetsen)                                                        |
| 20 dicembre 2014 | Ramsau am Dachstein | Austria   | W90-Mattensprunganlage HS98 | T NH/4x5 km (con Mikko Kokslien, Håvard Klemetsen e Jan Schmid)                             |
| 31 gennaio 2015  | Val di Fiemme       | Italia    | Giuseppe Dal Ben HS134      | T SP LH/2x7,5 km (con Jan Schmid)                                                           |
| 1º febbraio 2015 | Val di Fiemme       | Italia    | Giuseppe Dal Ben HS134      | IN LH/10 km                                                                                 |
| 9 febbraio 2016  | Trondheim           | Norvegia  | Granåsen HS140              | IN LH/10 km                                                                                 |
| 26 febbraio 2016 | Val di Fiemme       | Italia    | Giuseppe Dal Ben HS134      | T SP LH/2x7,5 km (con Magnus Krog)                                                          |
| 4 marzo 2016     | Schonach            | Germania  | Langenwaldschanze HS106     | T NH/4x5 km (con Magnus Moan, Jan Schmid e Magnus Krog)                                     |
| 6 marzo 2016     | Schonach            | Germania  | Langenwaldschanze HS106     | IN 2NH/15 km                                                                                |
| 14 gennaio 2017  | Val di Fiemme       | Italia    | Giuseppe Dal Ben HS134      | T SP LH/2x7,5 km (con Espen Andersen)                                                       |
| 2 dicembre 2017  | Lillehammer         | Norvegia  | Lysgårdsbakken HS100        | T NH/4x5 km (con Jan Schmid, Espen Andersen e Jarl Magnus Riiber)                           |
| 12 gennaio 2018  | Val di Fiemme       | Italia    | Giuseppe Dal Ben HS135      | IN LH/10 km                                                                                 |
| 21 gennaio 2018  | Chaux-Neuve         | Francia   | La Côté Feuillée HS118      | T NH/4x5 km (con Jan Schmid, Espen Andersen e Jarl Magnus Riiber)                           |
| 23 dicembre 2018 | Ramsau am Dachstein | Austria   | W90-Mattensprunganlage HS98 | IN NH/10 km                                                                                 |
| 12 gennaio 2019  | Val di Fiemme       | Italia    | Giuseppe Dal Ben HS135      | T SP LH/2x7,5 km (con Jan Schmid)                                                           |
| 10 febbraio 2019 | Lahti               | Finlandia | Salpausselkä HS130          | IN LH/10 km                                                                                 |
| 12 gennaio 2020  | Val di Fiemme       | Italia    | Giuseppe Dal Ben HS104      | T SP NH/2x7,5 km (con Jarl Magnus Riiber)                                                   |
| 25 gennaio 2020  | Oberstdorf          | Germania  | Schattenberg HS140          | T LH/4x5 km (con Espen Bjørnstad, Jens Lurås Oftebro e Jarl Magnus Riiber)                  |
| 29 febbraio 2020 | Lahti               | Finlandia | Salpausselkä HS130          | T SP LH/2x7,5 km (con Jarl Magnus Riiber)                                                   |
| 23 gennaio 2021  | Lahti               | Finlandia | Salpausselkä HS130          | T SP LH/2x7,5 km (con Jarl Magnus Riiber)                                                   |
| 4 dicembre 2021  | Lillehammer         | Norvegia  | Lysgårdsbakken HS98         | T NH/4x5 km (con Espen Bjørnstad, Jens Lurås Oftebro e Jarl Magnus Riiber)                  |
| 7 gennaio 2022   | Val di Fiemme       | Italia    | Giuseppe Dal Ben HS104      | T SP NH/2x5 km + 2x2,5 km (con Jens Lurås Oftebro, Mari Leinan Lund e Gyda Westvold Hansen) |
| 30 gennaio 2022  | Seefeld in Tirol    | Austria   | Toni Seelos HS109           | IN NH/12,5 km                                                                               |
| 26 febbraio 2022 | Lahti               | Finlandia | Salpausselkä HS130          | T SP LH/2x7,5 km (con Jens Lurås Oftebro)                                                   |
| 6 gennaio 2023   | Otepää              | Estonia   | Tehvandi HS97               | T NH/2x2,5 km + 2x5 km (con Jens Lurås Oftebro, Ida Marie Hagen e Gyda Westvold Hansen)     |
| 2 marzo 2024     | Lahti               | Finlandia | Salpausselkä HS130          | T SP LH/2x7,5 km (con Jens Lurås Oftebro)                                                   |
| 16 marzo 2024    | Trondheim           | Norvegia  | Granåsen HS100              | T NH/2x2,5 km+2x5 km (con Jens Lurås Oftebro, Gyda Westvold Hansen e Ida Marie Hagen)       |

Legenda:

IN = individuale Gundersen

SP = sprint

T = gara a squadre

NH = trampolino normale

LH = trampolino lungo